# Castandet
 Castandet  (también así en occitano) es una población y comuna francesa, situada en la región de Aquitania, departamento de Landas, en el distrito de Mont-de-Marsan y cantón de Grenade-sur-l'Adour. Durante siglos, fue un importante pueblo de alfareros, cuyos productos — vajillas o utensilios, menaje y herramientas para labores agrícolas o artesanales — se vendían en gran parte de Gascuña.

## Demografía
| 431 | 433 | 397 | 384 | 375 | 413 |
| Para los censos de 1962 a 1999 la población legal corresponde a la población sin duplicidades (Fuente: INSEE [Consultar]) |     |     |     |     |     |